# ニック・チョン
ニック・チョン（張家輝、Nick Cheung Ka Fai、1964年12月2日 -）は、香港生まれの俳優、歌手。身長171cm、血液型O型、いて座。多くのテレビドラマ・映画に出演している。

## 人物
2009年に『ビースト・ストーカー/証人』で第15回香港電影評論学会大奨と28回香港電影金像奨と46回金馬賞の最優秀主演男優賞を、2014年には『激戦 ハート・オブ・ファイト』で第33回香港電影金像奨の最優秀主演男優賞を受賞。

## 出演作品

### 映画
- 『壮志雄心』Thank You, Sir (1989)
- 『風雨同路』Unmatchable Match (1990)
- 『朋黨』Against All (1990)
- 『弑兄奇案』Born Innocent (1990)
- 『雷霆掃穴』Red Shield (1991)
- 『招財進宝』The Lucky Family (1992)
- 『英雄列伝 WHAT A HERO』What A Hero! (1992)
- 『花貨』The Unleaded Love (1992)
- 『香港奇案 強姦』Raped By An Angel (1993)
- 『傷城記』Wounded Tracks (1994)
- 『特警急先鋒』Asian Connection (1995)
- 『スタント・ウーマン 夢の破片』阿金 Ah Kam (1996)
- 『ゴッド・ギャンブラー 賭侠復活』賭俠1999 The Conman 1999 (1998)
- 『強姦終極篇 最後羔羊』Raped By An Angel 4: The Raper's Union (1999)
- 『黒馬王子』Prince Charming (1999)
- 『黒道風雲 收数王』The King Of Debt Collection Agent (1999) - 阿細 役
- 『ゴッド・ギャンブラー ラスベガス大作戦』賭俠大戦拉斯維加斯 The Conman In Vegas (1999)
- 『トリック・マスター』千王之王2000 The Tricky Master (1999) - 梁寬 役
- 『化骨龍與千年虫』He Is My Enemy, Partner & Father-In-Law (1999)
- 『娯楽之王』The Lord Of Amusement (1999) - 阿燦 役
- 『宝蓮燈』（声の出演）Lotus Lantern (2000)
- 『決戦・紫禁城』The Duel (2000) - 皇帝密使〇〇九 役
- 『ゴッド・ギャンブラー 無名の物語』賭聖3 無名小子 My Name Is Nobody (2000)
- 『ゴッド・ギャンブラー 東京極道賭博』中華賭俠 Conman In Tokyo (2000)
- 『流氓師表』The Teacher Without Chalk (2000) - 張英 役
- 『縁份有Take 2』Love Correction (2000)
- 『救姜刑警』Clean My Name, Mr. Coroner (2000)
- 『殺手假期』Day Off (2001)
- 『走投有路』Runaway (2001)
- 『完美情人』Every Dog Has His Date (2001) - 阿Man／布景輝 役
- 『二人三足』Time 4 Hope (2002)
- 『風流家族』Happy Family (2002)
- 『ゴッド・ギャンブラー ツインズ大作戦』賭神2002 The Conman 2002 (2002) - 李加乘 役
- 『ゴッド・ギャンブラー ビギンズ』賭俠之人定勝天 Fate Fighter (2003) - 羅四兩 役
- 『カルマ 震える記憶』心寒 Shiver (2003)
- 『ブレイキング・ニュース』大事件 Breaking News (2004) - 張志恒 役
- 『這個女友真爆炸／我的電脳会説話』Love Is Love (2004)
- 『エレクション』黑社會 Election (2005) - 飛機 役
- 『エレクション 死の報復』黑社会以和為貴 Election 2 (2006) - 飛機 役
- 『インファナル・ディパーテッド』黑白道 On The Edge (2006) - 単海生 役
- 『エグザイル/絆』放逐 Exiled (2006) - 和 役
- 『提防老千／罪有應得』Wise Guys Never Die (2006) - 王志恒 役
- 『寄生人』Sweet Revenge (2007) - 張小春 役
- 『出エジプト記』出埃及記 Exodus (2007) - 関炳文 役
- 『我老婆係賭聖／我的老婆是賭聖』My Wife Is A Gambling Maestro (2008) - 周姐輪 役
- 『コネクテッド』保持通話 Connected (2008) - 余振輝 役
- 『ビースト・ストーカー/証人』証人 The Beast Stalker (2008) - 洪荊 役
- 『紅河』Red River (2009) - 阿夏 役
- 『密告・者』綫人 Stool Pigeon (2010) - 李滄東 役
- 『狼たちのノクターン〈夜想曲〉』大追捕 Nightfall (2012) - 王遠陽 役
- 『コンスピレーター 謀略 極限探偵A+』同謀 Conspirators (2013)
- 『レクイエム 最後の銃弾』掃毒 The White Storm (2013) - 子偉 役
- 『激戦 ハート・オブ・ファイト（中国語版）』激戰 Unbeatable (2013) - 程輝 役
- 『金雞SSS』Golden Chicken S (2014) - 哥頓 役
- 『クリミナル・アフェア 魔警（中国語版）』魔警 That Demon Within (2014) - 韓江 役
- 『ヘリオス 赤い諜報戦（中国語版）』赤道 Helios (2014) - 李彥明 役
- 『ダブル・サスペクト 疑惑の潜入捜査官（中国語版）』使徒行者 Line Walker (2016) - 藍博文 役
- 『インテグリティ／煙幕（中国語版）』廉政風雲 煙幕 Integrity (2019)
- 『インビジブル・スパイ（中国語版）』使徒行者2：諜影行動 Line Walker 2: Invisible Spy (2019)
- 『ハード・ナイト（中国語版）』沈黙的証人 Bodies At Rest (2019)
- 『催眠·裁決』催眠·裁決 Guilt by Design (2019)
- 『未来戦記』明日戰記 Warriors of Future (2022) - ショーン・リー  役
- 『爆裂點』爆裂點 Bursting Point (2023)
- 『贖罪の悪夢（中国語版）』贖夢 Peg O' My Heart (2024)

#### テレビ映画
- 『飛哥正伝』Slice Of Life (1992)
- 『紙上英雄』The Comic Book Hero (1993)
- 『賭神秘笈』To Be A Gamble King (1993)
- 『重案実録驚天械劫案』Shoot To Kill (1994)
- 『香港奇案八大毒梟』Hong Kong Criminal Archives Eight Drug Dealers (1995)
- 『重案実録污點證人』Informer (1995)
- 『夜之女』Moonlight Sonata (1996)

### テレビドラマ
- 「天若有情」The Witness Of Time (1989)
- 「赤子雄風」No Way Out (1989)
- 「衝出校園」 (1991)
- 「死頂一族／自尊無上」 (1991)
- 「勝者為王」Who's The Winner (1992)
- 「李小龍伝／龍在江湖」Spirit Of The Dragon (1992)
- 「摩登七十二家房客」All In One Family (1992)
- 「銀狐」Silver Tycoon (1993)
- 「馬場風雲」Race-Course Fever (1993)
- 「賭神秘笈」Gamblers' Dream (1993)
- 「九命奇冤梁天来」Liang Tian Lai (1993)
- 「勝者為王 天下無敵」Who's The Winner II (1993)
- 「クンフー・マスター 洪熙官」The Kung Fu Master (1994)
- 「鳳凰伝説」Beauty Pageant (1994)
- 「性本善 遊戯規則」Sex Education (1995)
- 「有房出租 安魂曲」House of Horror: Siren Song (1995)
- 「迷離当案」Mystery Files (1996)
- 「真命天師」Triumph Over Evil (1997)
- 「天地豪情」Secret Of The Heart (1998)
- 「妙手仁心」Healing Hands (1998)
- 「外父唔怕做」Moments Of Endearment (1998)
- 「騙中伝奇」Game Of Deceit (1999)
- 「美味天王」A Recipe From The Heart (1999)
- 「衝上人間」A Smiling Ghost Story (2000)
- 「金装四大才子」The Legendary Four Aces (2000)
- 「勇探実録」Law Enforcers (2001)
- 「天空下的縁份 日光浴」Sky Lover: Sunbath (2002)
- 「十萬噸情縁」Ups And Downs In The Sun Of Love (2002)
- 「新 酔拳」Zui Quan (2003)
- 「天涯侠医」The Last Breakthrough (2004)
- 「新醉打金枝」Xin Zui Da Jin Zhi (2006)
- 「同事三分親」Best Selling Secrets（ゲスト出演） (2008)
- 「絶地撃情／天與地」 (2009)

### 舞台
- 「家」 (1987)
- 「拾夢新城」 (2000)

### ラジオドラマ
- 「三十三、結婚唔結婚」（RTHK） (1998)
- 「決戦紫禁之巓」 (2000)
- 「臉児甜如糖」（RTHK） (2000)
- 「男人、你要争氣!」（メトロラジオ） (2001)
- 「香港屠夫為我倆作見証」（RTHK）(放送年不明)
- 「娯楽満天愛情劇 他的女人」（RTHK） (放送年不明)

### コンサート
- 2001年：『903張家輝貼身拉闊音楽会』

### 広告
- オリンパスカメラ（香港）
- STSスポーツ産品（中国）
- 得意龍運動靴（中国）
- イーストレッド・カジュアルウェア（中国）
- 鉄獅丹頓下着産品（中国）
- モナリザ・ブライダル（香港）
- イヤーコン製靴（中国）
- アリス・ブライダル（香港）
- 東莞茘景山荘広告
- 碧桂園楼盤広告
- 生力ビール San Miguel

## 音楽作品

### アルバム
- 2000年：『愛得起』（EP）

1. 愛得起
2. 假的希望（映画『賭聖3 無名小子』主題歌）
3. 下意識
4. 譲我走
5. 離不開
6. 愛没太多理由（関詠荷とデュエット、テレビドラマ「金装四大才子」挿入歌）
- 2001年：『対你傾訴』（LP）

1. 寧願最傷心的給我自己
2. 真至有你之後
3. 如何対你傾訴
4. 顧家輝
5. 有愛易辦事
6. 体温
7. 刺傷我
8. 無常
9. 学会忘記
10. 循環線
11. 別把傷心回憶放進行李（中国語）